# 红颜祸水
红颜祸水，或作禍水，是指将女子当作引致男性名譽、金錢、地位、家庭損失，甚至引發戰亂、促使亡国等重大灾祸的原因。“红颜祸水”总是美貌出众而又才华横溢，而结局往往是悲惨的；或警示后人，或仅作感慨。有中国作者指，这一现象体现了掌握话语权的男性对女性既极端依赖又深怀恐惧、既极力控制又有所期待的矛盾心理:43。

## 词源
古代中国在总结前朝覆亡的教训时，过分贪恋女色往往被认为是最重要的原因之一。“祸水”一词的词源來自《资治通鉴》，書中载漢成帝婕妤赵合德入宫时，披香博士淖方诚预言说“此祸水也，灭火必矣。”根据五德終始說，汉为“火德”，而水能灭火。此後稱引致損失的女性稱為「禍水」。而“红颜祸水”更可作为主谓短语使用，即（凡）红颜（皆）是祸水。
西方相近的熟語為致命女郎（法語：femme fatale）；或「Helen of Troy」，指希臘神話中引發特洛伊戰爭的美女海倫。

## 历史上被稱作红颜祸水的女性
這裡只列出常被認為是紅顏禍水的女性，並不代表這些女性就真的有禍國殃民的事蹟，或者女性就真的會造成災禍。红颜祸水的故事是中国文学中经常引用的题材或符號，其中也不乏夸张之语。对于这此类观点，早有作者反驳。《梅妃传》指唐玄宗“身廢國辱”，实是玄宗“耄而忮忍，至一日殺三子，如輕斷螻蟻之命。奔竄而歸，受制昏逆……蓋天所以酬之也。報復之理，毫髮不差，是豈特兩女子之罪哉？”
在当代中国社会，“贪官”报道延伸出的“女色”报道，则是红颜祸水在现代传媒中的演绎。

### 中國
- 妺喜
- 妲己
- 褒姒
- 夏姬
- 息妫
- 骊姬
- 西施
- 赵飞燕
- 赵合德
- 虞姬
- 貂蝉
- 潘玉兒
- 冯小怜
- 张丽华
- 楊玉環
- 花蕊夫人
- 北关老女
- 陈圆圆

## 备注
1. ↑  “一日殺三子”指开元二十五年（737年），唐玄宗宠妃武惠妃构陷太子李瑛、鄂王李瑶、光王李琚与驸马薛锈四人。四人皆被唐玄宗赐死。